# バイオインテグレーション学会
一般社団法人バイオインテグレーション学会（バイオインテグレーションがっかい、Bio-Integration Society）とは、バイオインテグレーションを用いたデンタルインプラント医療の発展と向上を目的とする専門学術団体の一つである。

## 概要
2010年に設立される。2011年現在、会長は春日井昇平、理事長は青木秀希。

## 本部事務局
- 〒101-0061 東京都千代田区三崎町2-12-9 大信ビル201

## 大会等
| 年     | 月日    | 名称                                                 | 会長 | 会場                      | テーマ | 参加者数 | 備考  |
| ------ | ------- | ---------------------------------------------------- | ---- | ------------------------- | ------ | -------- | ----- |
| 2011年 | 1月23日 | 日本バイオインテグレーション学会発足記念シンポジウム |      | 東京医科歯科大学M&Dタワー |        | 180名    | [ 2 ] |

## 関連事項
- 歯学／歯科
- 学会の一覧／研究会